# Église protestante de Muntzenheim
L'église protestante de Muntzenheim est un monument historique situé à Muntzenheim, dans le département français du Haut-Rhin.

## Localisation
Ce bâtiment est situé rue Principale et rue Arrière à Muntzenheim.

## Historique
L'édifice fait l'objet d'un classement au titre des monuments historiques depuis 1898.